# Unione Sindacale Italiana
L'Unione Sindacale Italiana è stata un sindacato italiano di ispirazione sindacalista rivoluzionaria e anarco-sindacalista. Fondata nel 1912, venne soppressa dal regime fascista nel 1925.

## Storia

### Origini
L'origine dell'Unione Sindacale Italiana risale al 3 novembre 1907, data in cui si riunì a Parma un convegno delle organizzazioni sindacali ostili all'indirizzo riformista della neocostituita Confederazione Generale del Lavoro. Il convegno deliberò la costituzione di un Comitato Nazionale della Resistenza di impronta sindacalista rivoluzionaria. Tra i principali promotori Alceste de Ambris leader della Camera del Lavoro di Parma che, nel 1907 aveva organizzato -e portato a termine con successo visto l'accoglimento delle richieste- in un breve lasso di tempo 34 scioperi di varie categorie.

L'Unione Sindacale Italiana celebrò formalmente il proprio congresso costitutivo a Modena dal 23 al 25 novembre 1912, raccogliendo inizialmente circa centomila iscritti. Si sviluppò ed aumentò il proprio peso politico diffondendosi specialmente a Milano, dove riuscì a mantenersi sempre protagonista grazie all'attivismo ed all'organizzazione di Filippo Corridoni.
La scissione dell'USI dalla CGL venne inizialmente osteggiata da Benito Mussolini, che tuttavia si decise ad appoggiarla dalla primavera del 1913, tanto che Corridoni poté affermare in un comizio: "nella lotta non siamo più soli: anche Mussolini è con noi". L'Avanti! diretto da Mussolini stesso, sostenne lo sciopero dei metalmeccanici del 19 maggio 1913 organizzato dall'USI, contro le direttive espresse da partito socialista e CGdL.
De Ambris ne fu eletto al vertice nel congresso del 1913.
All'USI aderirono principalmente Camere del Lavoro situate nel triangolo industriale del Nord (Torino-Milano-Liguria), in Emilia, in Toscana e nelle Puglie. Organizzò soprattutto metalmeccanici, muratori, minatori (con Attilio Sassi), contadini e giornalieri. Durante i suoi primi anni di vita l'organizzazione fu impegnata in una serie di lotte tendenti a migliorare le condizioni di vita e di lavoro dei proletari. Nel 1913 riuscì a fare concorrenza al sindacato socialista riformista scavalcandolo per numero di affiliati in certi settori come la metallurgia. A dicembre del 1913 a Milano ebbe luogo il secondo congresso dell'USI, alla presenza di 191 delegati 
Secondo alcune interpretazioni sarebbe stato il successo del sindacalismo rivoluzionario dell'USI, che anche Mussolini spinse in senso mazziniano ed interventista e che maturerà nel primo dopoguerra, a contribuire all'abbandono del Partito Socialista da parte del futuro duce stesso che, già nel corso della Settimana rossa, presentò alcune moderate prese di distanza.

### L'interventismo, la scissione e il biennio rosso

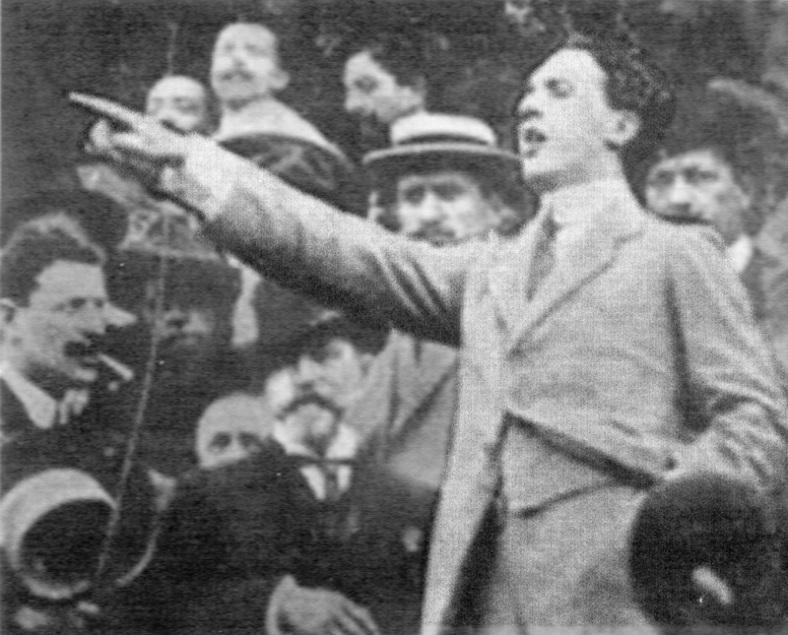
Filippo Corridoni con alle spalle Mussolini nel 1914 a Milano

Alla vigilia del primo conflitto mondiale anche il sindacato fu attraversato dal ciclone dell'interventismo. 
Nell'estate del 1914 avvenne una spaccatura all'interno dell'USI quando Alceste de Ambris (che pure aveva in precedenza bollato la guerra di Libia come "brigantaggio coloniale") si espresse a favore di un intervento in guerra a fianco della Francia. La tesi interventista incassò il sostegno anche della forte sezione milanese capitanata da Filippo Corridoni e si saldò con l'interventismo futurista, che nel frattempo era già passato all'azione di piazza con Marinetti e Boccioni.
Tutta la componente interventista – Alceste de Ambris, il fratello Amilcare, Corridoni, Michele Bianchi, Tullio Masotti, Edmondo Rossoni –, dopo il consiglio generale dell'USI del settembre 1914 venne però espulsa dall'USI, diretta da allora dall'anarchico Armando Borghi, che restò su posizioni neutraliste e internazionaliste.

De Ambris si spostò su un piano più politico che sindacale, improntato su una visione federalistico-repubblicana che vedrà la sua espressione a Fiume nell'ispirazione della Carta del Carnaro. Ciò dette luogo anche ai presupposti della scelta politica definitiva del De Ambris, che non aderirà mai al fascismo e resisterà a ogni tentativo del fascismo stesso, poi al potere, di riacquistarlo;
Corridoni e De Ambris nell'ottobre 1914 fondarono i Fasci d'azione internazionalista, e con Rossoni, Ciardi e Pasella l'Unione Italiana del Lavoro, primo fulcro del sindacalismo nazionale, poi formalmente costituitasi nel 1918. Giuseppe Di Vittorio, dopo un'iniziale adesione all'interventismo, tornò ben presto nell'USI.
La componente che rimase nel'USI proseguì allora, sotto l'impulso di militanti anarchici quali Armando Borghi e Alberto Meschi, a propagandare coerentemente l'antimilitarismo. A guerra conclusa, nel corso delle lotte che portarono il paese molto vicino alla rivoluzione sociale e che videro l'USI in prima fila nell'organizzazione dell'occupazione delle fabbriche (in special modo in Liguria), l'organizzazione avrebbe raggiunto, secondo alcune fonti, la sua massima consistenza numerica (circa mezzo milione d'iscritti, contro i due milioni della CGdL).

### Lo scioglimento, la clandestinità e l'esilio
Dopo aver avuto rapporti con l'Internazionale sindacale rossa (Profintern) di Mosca, nonostante il tentativo della corrente capitanata da Nicola Vecchi di portare il sindacato nell'orbita comunista, l'USI nel 1922 partecipò al Congresso di Berlino insieme ad altre organizzazioni anarcosindacaliste (come la tedesca FAUD e l'argentina FORA), dove venne fondata l'Associazione Internazionale dei Lavoratori.
Sin dai primi anni '20 si scontrò con le camicie nere ed il nascente fascismo che, una volta al potere, la indebolì e la paralizzò riducendola a compiti di solidarietà con i compagni perseguitati. Il regime fascista la sciolse il 7 gennaio 1925, con un decreto del Prefetto di Milano in quanto "organizzazione politica sovvertitrice e antinazionale". Tutte le altre organizzazioni sindacali non fasciste furono sciolte o costrette a sciogliersi successivamente, con la legge n. 563 del 3 aprile 1926. L'USI riuscì ancora a celebrare alcuni convegni nazionali clandestini nel corso del 1925 ma in seguito, a causa della repressione, poté proseguire l'attività solo nell'esilio.

### Il secondo dopoguerra
Al termine della seconda guerra mondiale, con l'avvento della repubblica, coloro che avevano militato nell'USI rinunciarono a ricostituirla, per collaborare invece alla costruzione del nuovo sindacato unitario CGIL. Nel corso degli anni settanta si è costituito un nuovo sindacato (USI - CIT) che riprende il nome e il programma dell'USI storica.

## Periodici dell'USI
Il primo organo dell'USI fu L'Internazionale, settimanale della camera del lavoro di Parma. Dopo la fuoriuscita degli interventisti (a cui rimase la storica testata) il sindacato fu costretto a dotarsi di un nuovo organo intitolato Guerra di Classe.

Nel 1923 Guerra di Classe fu costretta a chiudere i battenti per i continui sequestri. Tra il 1924 e il 1925 vennero pubblicati sei numeri di Rassegna sindacale, anche questi quasi sempre sequestrati dalle autorità fasciste. Il prefetto di Milano a questo proposito scrisse che: 
Nell'esilio l'USI pubblicò alcuni periodici e numeri unici. Guerra di Classe uscì nuovamente a cura del Comitato d'emigrazione dal 1927 al 1929 e dal 1930 al 1933. Una serie del periodico venne pubblicata a Barcellona da Camillo Berneri. Ne uscirono 30 numeri tra l'ottobre 1936 e il maggio 1937, fino all'assassinio di Berneri.